# Kitahanada (métro d'Osaka)
Kitahanada (北花田駅, Kitahanada-eki) est une station du métro d'Osaka sur la ligne Midōsuji dans l'arrondissement de Kita à Sakai.

## Situation sur le réseau
La station Kitahanada est située au point kilométrique (PK) 21,4 de la ligne Midōsuji.

## Histoire
La station a été inaugurée le 18 avril 1987.

## Services aux voyageurs

### Accès et accueil
La station est ouverte tous les jours.

### Desserte
- Ligne Midōsuji :
  - voie 1 : direction Nakamozu
  - voie 2 : direction Esaka (interconnexion avec la ligne Kitakyu Namboku pour Minoh-kayano)